# Sidónio Muralha
Sidónio Muralha (Lisboa, 29 de julho de 1920 - Curitiba, 8 de dezembro de 1982) foi um escritor português. Escreveu poesia, prosa (ficção e ensaio), bem como literatura infantil, género no qual mais se notabilizou.
Também desenvolveu actividade profissional como gestor e especialista internacional em vendas.

## Biografia
Pedro Sidónio de Araújo Muralha nasceu em 29 de Julho de 1920 em Lisboa. Filho de Beatriz Araújo e do jornalista Pedro Muralha.  Viveu a infância no bairro da Madragoa.
Ainda muito jovem colaborou com revistas e publicações literárias de certa forma associadas ao que viria a ser o neo-realismo português (como, por exemplo, "Mocidade Académica" e "Solução" ou, década mais tarde a "Vértice").
Em 1941, incentivado por Bento de Jesus Caraça, publicou o seu primeiro livro de poesia: Beco. Integrou o movimento neo-realista e os agrupamentos lisboetas desta corrente literária, onde em conjunto com Armindo Rodrigues, Joaquim Namorado, Fernando Namora ou Mário Dionísio foi uma das figuras de proa.  Com a obra Passagem de Nível (Coimbra, 1942) fez parte do chamado Novo Cancioneiro, colecção que reuniu obras poéticas de vários autores contestatários do regime salazarista.
Em 1943, desembarca no Congo Belga, em exílio voluntário, para onde partiu com Alexandre Cabral. Nesse país, chegou a ser director geral da Unilever Internacional (em Lisboa, Sidónio Muralha estudara Ciências Económicas e Financeiras, mais tarde, cursou Administração de Empresas na Universidade de Louvain, na Bélgica). Em 1944, casou, por procuração (ela em Portugal, ele no Congo) com Maria Fernanda d’Almeida. O casal terá quatro filhos: Alexandre, Beatriz, José Ricardo,  e Mário Jorge. No Natal de 1949, Sidónio volta a Portugal, publicando nesse ano a segunda edição de Beco - Passagem de Nível em volume conjunto e, no ano seguinte, uma obra magistral do seu percurso poético: Companheira dos Homens. Ambas as edições de autor contaram com ilustrações da capa do pintor Júlio Pomar, com quem manteve uma douradora amizade. Ainda em 1950, com desenhos de Júlio Pomar e músicas de Francine Benoit publica o seu primeiro livro de poemas para crianças: Bichos, Bichinhos e Bicharocos.
No ano de 1960, face aos acontecimentos tumultuosos na vida social do Congo Belga, a família Muralha regressa à Europa fixando residência em Bruxelas durante dois anos. Neste período, continua a trabalhar para a Unilever, viajando constantemente pelo mundo, Muralha estagia e trabalha em Bafatá, (Guiné-Bissau), Ostende, Dakar, Londres e Paris.
No início dos anos 60, Sidónio Muralha chega ao Brasil, país que viria a adoptar até ao fim da vida. Primeiramente, estabelece-se com a família em São Paulo. Nessa cidade, com o escritor Fernando Correia da Silva e o pintor Fernando Lemos (ambos portugueses) funda a Editora Giroflé, a qual irá revolucionar e criar um novo padrão para as publicações dirigidas às crianças. O seu projeto editorial não vinga, mas Muralha vai publicando livros para crianças como A Televisão da Bicharada (1962, I Prêmio da Bienal do Livro de São Paulo) e para adultos como Esse Congo que foi Belga (1969). A par da sua vida literária, continuará trabalhando para a Unilever no Brasil, prestando assessoria financeira e proferindo conferências por todo o país.
Nos anos 70, Sidónio Muralha regressa a Portugal, primeiro para publicitar a sua antologia de poesia Poemas (1971), depois para celebrar o "Portugal libertado" pela revolução dos cravos. Em 1976, recebe o “Prémio Meio Ambiente na Literatura Infantil” pelo seu livro Valéria e Vida, ilustrado por Fernando Lemos e que marcou o início de um profícua parceria com a Livros Horizonte. A sua esposa, Maria Fernanda d’Almeida Muralha, faleceu em 1978. Em 1979, Sidónio Muralha recebeu mais um prémio de literatura infantil, o “Prémio Portugal 79 – Livro para Crianças”, pelo seu "Helena e a Cotovia". Nesse mesmo ano, casa novamente com a médica obstetra Helen Butler Muralha, com quem passou a viver em Curitiba.
A 8 de dezembro de 1982, o poeta e escritor Sidónio Muralha faleceu em Curitiba (Paraná, Brasil). Sidónio Muralha foi um dos precursores do neo-realismo português e um grande divulgador da literatura infantil. Em vida, publicou 21 livros em prosa (contos, romance, ensaio e depoimento) e de poesia para adultos e 15 livros para crianças, por editoras portuguesas e brasileiras. Deixou inéditas três peças de teatro. É considerado um dos melhores poetas para crianças de sempre em língua portuguesa.

## Obras
Entre 1941 e 1982, Sidónio Muralha publicou uma vasta obra poética, alguns ensaios, dois livros de contos  e um dois livros autobiográficos, isto para além da dezena e meia de títulos de literatura infantil. Ao longo da sua carreira literária colaborou, entre outras, com a revista "Vértice" e foi incluído em algumas antologias tanto de poesia com de literatura infantil.

### Poesia
- Beco, Lisboa, [Ed. Autor], 1.ª edição, 1941. 2ª edição, Lisboa, 1949. [vinheta na capa de Júlio Pomar, edição conjunta de 	Passagem de Nível]. 3.ª edição, 1950.
- Passagem de nível — Novo Cancioneiro, Coimbra, 1ª edição, 1942. 2ª edição 1949 [vinheta na capa de Júlio Pomar, edição conjunta com Beco]. 3.ª edição 	1949.  Edição fac-símile dos livros do “Novo Cancioneiro”, Lisboa: Althum Editores, col. “Novo 	Cancioneiro”, vol.8, 2010.
- Companheira dos homens, capa ilustrada por Júlio Pomar, 1ª edição, Lisboa: Typografia Garcia & Carvalho, 1950. 2.ª edição, idem,1950.
- Os olhos das crianças, layout de Maria Bonomi e de Fernando Lemos, São Paulo, 1963. 2ª edição, editor Helen Butler Muralha, Curitiba: Editora Lítero-Técnica, 1983.
- Quando São Paulo só tinha quatro milhões de habitantes, capa e diagramação de Joaquim Guedes e Regina Dias de Aguiar, São Paulo: Gráfica Martinez, 1966.
- Poemas [Antologia da obra poética], Porto: Editorial Inova, 1971.
- O pássaro ferido, (poemas e micro contos), Rio de Janeiro: Editorial Nórdica, 1972.
- Poema para Beatriz, Curitiba, 1972. Poema para Beatriz / Poema per Beatrice, trad. de Orietta del Bane, Lisboa: Prelo Editora, 1977 (?).
- Poemas de Abril, prefácio de Alexandre Cabral, Lisboa: Prelo Editora, 1974.
- Valéria, Valéria, Curitiba, 1976.
- Com sol e sal, eu escrevo, Curitiba, 1977.
- 26 Sonetos, Lisboa: Livros Horizonte, col. “Horizonte da Poesia”, n.º 7, 1979.
- Pátria minha, IV Centenário de Camões, Curitiba: Editora Lítero-Técnica, 1980.
- Um punhado de areia, Curitiba: Editora Lítero-Técnica, 1981.
- Cântico à velhice [poema-cartaz], Curitiba: Editora Lítero-Técnica, 1982
- (Antologia póstuma:) Obras Completas do Poeta [Sidónio Muralha], Lisboa: Universitária Editora, 2002.

Prosa e miscelâneas
- Esse Congo que foi Belga, São Paulo: Editora Brasiliense,1969. [Crónicas, contos, autobiografia]
- O homem arrastado, Coimbra: Editora Atlântica, col. “Textos Vértice”, 1972. [Romance.]
- A caminhada – livro de vivências, Lisboa: Prelo Editora, col. “O Homem no Mundo”, 1975. [Autobiografia]
- O Andarilho, Lisboa: Prelo Editora, 1975. [Contos]
- A mulher submissa, Lisboa: Prelo Editora, col. “Cacto”, 1975 [Ensaio.]
- As crianças sem Ano Internacional, Curitiba, 1979. [Depoimento, ensaio.]
- Do outro lado da rua, Lisboa: Ler Editora, 1982. [Contos.]

Literatura Infantil
- Bichos, bichinhos e bicharocos, capa e ilustrações de Júlio Pomar, com 3 poemas musicados por Francine Benoit, Lisboa: Typografia Garcia e Carvalho, 1950. 2.ª Edição, Lisboa: Livros Horizonte, col. “Passáro Livre”, n.º 4 1977. Edição fac-símile da 1.ª edição, com prefácio de João Lobo Antunes, Lisboa: Althum Editores/Centauro, 2010.
- A Televisão da Bicharada, ilustrado por Fernando Lemos, São Paulo: Editora Giroflê, 1962. (...)8.ª São Paulo, Nórdica, 1988. 9ª edição, ilustrada por Cláudia Scatamachia, São Paulo: Global Editora, 1997.
- Um personagem chamado Pedrinho - A vida Monteiro Lobato para os alunos lerem e os professores também, São Paulo: Editora Brasiliense, São Paulo, 1970. 2ª edição, idem, 1973. 3ª edição, Rio de Janeiro: Editorial Nórdica, 1978.
- O Companheiro, ilustrações “Nova Geração”, Lisboa: Editorial Futura, 1975.
- A amizade bate à porta, capa e desenho de Tóssan, Lisboa: Editorial A Comuna, 1975.
- Valéria e a vida, ilustrações Soares Rocha, Lisboa: Livros Horizonte, col. “Pássaro Livre”, n.º 1, 1976.  2.ª edição, idem, 1979. 3.ª edição, ilustrações por Flavio Colin, Curitiba: Edições Criar/ Fundação Sidónio Muralha, 1988. [4.ª edição], ilustrações da turma 8.5 da Escola Cooperativa de Vale de São Cosme, 	Riba de Ave: 	Didáxis, ano lectivo 2003/2004.  [5.ª edição], 1.ª ed., ilustrações de Inês Oliveira, Vila Nova de Gaia, Gailivros, apoio da Fundação Sidónio Muralha, 2004.
- A Dança dos Pica-Paus, Rio de Janeiro: Editorial Nórdica, 1976. 2ª edição 1979. 8.ª edição, ilustrado por Eva Furnari, São Paulo: Global Editora, 1997.
- Sete Cavalos na Berlinda, ilustrações de Ana Machado, Lisboa, Plátano Editora, col. “Plátano de Abril”, n.º 6, 1977. 2.ª edição idem, 1979.3.ª Edição, Ilustrado por Márcia Széliga, São Paulo: Global Editora, São Paulo, 1997. [Edição apenas do conto "Sete Cavalos na Berlinda" não incluído as outras histórias infantis da versão original do livro]
- Todas as crianças da terra, ilustrado por Fernando Lemos, Lisboa: Livros Horizonte, col. “Pássaro Livre”, 1978. 2.ª edição(?) Ilustração de Fê, São Paulo: Global Editora, 1999. Tradução em castelhano: Todos los Niños de la Terra , Ilustração de Fê, São Paulo: 	Global Editora, 1999(?) 
Voa pássaro, voa, ilustrado por Fernando Lemos, Lisboa: Livros Horizonte, col. “Pássaro Livre” 1978.
- Catarina de todos nós, ilustrações de Teresa Coelho Dias, Lisboa: Editora Caminho, col. ”Infantil e Juvenil”, n.º 52, 1979.
- Helena e a cotovia, ilustrado por Fernando Lemos, Lisboa: Livros Horizonte, col. “Pássaro Livre”, n.º 15, 1979.
- Terra e mar vistos do ar, ilustrado por Fernando Lemos, Lisboa: Livros Horizonte, col. “Pássaro Livre”, n.º25, 1981.
- Film en couleur, ilustrado por Fernando Lemos, São Paulo: Digital, 1981. 2.ª edição, Curitiba, 1982.

Obras póstumas:
- O rouxinol e sua namorada, ilustrado por Fernando Lemos, Lisboa: Livros Horizonte, col. “Pássaro Livre”, n.º 39, 1983.

(Textos retirado de "Sete Cavalos na Berlinda"e editados autonomamente em livro infantil):
- O Trem Chegou Atrasado 2.ª Edição, Ilustrado por Helena Alexandrino, São Paulo: Global Editora, 1998. 3.ª ed., 	ilustrado por  Graça Lima, Global 2003. 1ª 	reimpressão da 2ª Edição em 2008.
- A Revolta dos Guarda-Chuvas, 2.ª Edição, ilustrado por Eva Furnari, São Paulo: Global Editora, 1998. 3ª reimpressão 	da 2ª edição em 2009.
- Os Três Cachimbos, 2.ª edição, Ilustrado por Priscila Martins, Global Editora, São Paulo, 1999. 1ª reimpressão da 2ª edição em 2007.